# Épicondyle latéral de l'humérus
 (novembre 2022).
Si vous disposez d'ouvrages ou d'articles de référence ou si vous connaissez des sites web de qualité traitant du thème abordé ici, merci de compléter l'article en donnant les références utiles à sa vérifiabilité et en les liant à la section « Notes et références ».
L'épicondyle latéral de l'humérus (ou épicondyle de l'humérus) est le processus osseux situé à l’extrémité inférieure du bord latéral du corps de l’humérus.

## Description
L'épicondyle latéral de l'humérus est une excroissance osseuse rugueuse située au-dessus et en dehors du condyle de l'humérus.
Il donne insertion aux muscles épicondyliens latéraux et au ligament collatéral radial de l'articulation du coude.

## Aspect clinique
L'inflammation des tendons des muscles épicondyliens latéraux entraîne une épicondylite latérale. Elle peut être provoquée par la pratique sportive, en particulier le tennis.

## Anatomie comparée
Chez les oiseaux, on l'appelle l'épicondyle dorsal de l'humérus.